# Adam Drąg
Adam Drąg (ur. 18 lipca 1949 w Oleśnie, zm. 30 lipca 2023) – polski pieśniarz, autor, kompozytor, działacz NSZZ Solidarność. 

## Działalność artystyczna
Swoją muzyczną przygodę rozpoczął w wieku 16 lat jako perkusista, a następnie gitarzysta w zespole szkolnym. W trakcie studiów na Politechnice Gdańskiej grał na perkusji w zespole Waganty.
W latach 1972–1974 na Jesiennym Ogólnopolskim Studenckim Przeglądzie Piosenki Turystycznej Bazuna, który odbywał się w Klubie Studentów Wybrzeża ŻAK w Gdańsku, popularność zdobyły jego piosenki: Połoniny Niebieskie, Ech Muzyka, Muzyka, Muzyka, Rzeki To Idące Drogi, Piosenka bez tytułu, Wpław, Chyba Już Czas Wracać Do Domu. Kompozycje te stały się klasykami gatunku i trafiły do śpiewników oraz są publikowane w internecie. Drąg był także wielokrotnym laureatem Giełdy w Szklarskiej Porębie (Szary Łoś Giełdowy).
W 1977 został jednym z założycieli i członkiem zespołu Wały Jagiellońskie, z którym przez kilka lat współpracował i odniósł sukces na Festiwalu Piosenki Studenckiej w Krakowie (Grand Prix) oraz na Krajowym Festiwalu Polskiej Piosenki w Opolu (Nagroda Dziennikarzy). W tym okresie był też uczestnikiem imprez, takich jak: Yapa’77 i festiwal w Leningradzie.
W 1994 Pomaton EMI wydał płytę Połoniny Niebieskie zawierającą osiemnaście jego piosenek. W latach 1985–1987 Drąg ponownie współpracował z zespołem Wały Jagiellońskie.

## Działalność polityczna, społeczna i biznesowa
W latach 1980–1984 zaangażował się w działalność w NSZZ Solidarność. Współorganizował m.in. I Festiwal Piosenki Prawdziwej Zakazane Piosenki (Gdańsk, 1981).
 
W tym czasie napisał kilka piosenek (Niewielu Nas, Dom w Olsztynie), które po latach, w 2010, zostały wydane w zbiorze Śpiewnik Wolności i Solidarności.

W latach 1987–1990 prowadził (razem z Januszem Telejko) w Piwnicy Świdnickiej we Wrocławiu prywatny Teatr Dla Dzieci Żyrafa.

W 1991 współorganizował (razem z Jerzym Karmińskim) koncert pt. Jesień idzie, nie ma na to rady na Górze Szybowcowej koło Jeleniej Góry. W koncercie kilkudziesięciu wykonawców balladowych wzięło udział ok. 25 tysięcy ludzi. Koncert ten był transmitowany na żywo przez program 2 TVP.

W 1992 w tym samym miejscu (także z Jerzym Karmińskim) zorganizował koncert kilkudziesięciu muzyków instrumentów elektronicznych pt. „Nocne czekanie na UFO”. W koncercie tym również wzięło udział ok. 25 tysięcy ludzi.
Od 1997, wspólnie z Barbarą Oleśków, prowadził w Toruniu Biuro Podróży OK Tours specjalizujące się w organizacji wypoczynku dla dzieci i młodzieży.
Odznaczony Krzyżem Wolności i Solidarności (2014) oraz Krzyżem Oficerskim Orderu Odrodzenia Polski (2019).